# Trevor Devall
Trevor Jay Devall (født 10. november 1972) er en canadisk skuespiller og komiker med bopæl i USA.